# Sydney FC
Sydney FC là một câu lạc bộ bóng đá chuyên nghiệp của Úc có trụ sở tại Sydney, New South Wales. Đội hiện thi đấu ở giải đấu cấp cao của đất nước, A-League, dưới sự cấp phép của Các giải chuyên nghiệp Úc (APL).
Sydney là câu lạc bộ bóng đá thành công nhất trong lịch sử bóng đá Úc, đã giành được 5 chức vô địch và 4 chức vô địch phụ ở A-League, đã giành được 1 lần vô địch FFA Cup và OFC Champions League vào năm 2005, trước khi Úc gia nhập Liên đoàn bóng đá châu Á (AFC). Kể từ năm 2015, câu lạc bộ đã giành được vị trí thứ hai trong top đầu giải A-League (qua đó giành quyền tham dự AFC Champions League) trong 6 hoặc 7 mùa giải, đội đã xuất hiện trong 5 trận chung kết A-League và 3 trận chung kết FFA Cup và giành được 7 danh hiệu lớn trong mùa giải.

## Cầu thủ
Đội hình tiêu biểu
Tính đến ngày 3 tháng 6 năm 2022
Ghi chú: Quốc kỳ chỉ đội tuyển quốc gia được xác định rõ trong điều lệ tư cách FIFA. Các cầu thủ có thể giữ hơn một quốc tịch ngoài FIFA.
| Số | VT | Quốc gia | Cầu thủ                     |
| -- | -- | -------- | --------------------------- |
| 1  | TM | Úc       | Andrew Redmayne             |
| 2  | HV | Úc       | James Donachie              |
| 3  | HV | Úc       | Ben Warland                 |
| 4  | HV | Úc       | Alex Wilkinson (đội trưởng) |
| 5  | HV | Úc       | Connor O'Toole              |
| 8  | TV | Úc       | Paulo Retre                 |
| 14 | TĐ | Anh      | Adam Le Fondre              |
| 17 | TV | Úc       | Anthony Caceres             |
| 18 | HV | Úc       | Aaron Gurd (học bổng)       |
| 20 | TM | Úc       | Tom Heward-Belle            |
| 22 | TV | Úc       | Max Burgess                 |